# Paulo César de Souza
Paulo César de Souza, mais conhecido como Paulo César (Caxias do Sul, 16 de fevereiro de 1979), é um ex-futebolista brasileiro que atuava como meia.

## Títulos
Criciúma
- Campeonato Brasileiro Série B: 2002